# مرغان اطلسی
مرغان اطلسی (نام علمی: Cnemophilidae) نام یک تیره از راسته گنجشک‌سانان است.

## گونه‌ها
- سرده مرغ‌های اطلسی
  - مرغ اطلسی لوریا،  Cnemophilus loriae
  - مرغ اطلسی کاکلی،  Cnemophilus macgregorii
- سرده مرغ اطلسی سینه‌زرد
  - مرغ اطلسی سینه‌زرد،  Loboparadisea sericea